# Pseudorhabdosynochus
Genre
Pseudorhabdosynochus est un genre de monogènes inclus dans la famille Diplectanidae. L'espèce type du genre est Pseudorhabdosynochus epinepheli (Yamaguti, 1938).

Le genre inclut plus de 80 espèces, qui sont parasites sur les branchies des poissons marins, spécialement les mérous. Comme les mérous sont particulièrement abondants dans les mers chaudes, les espèces de Pseudorhabdosynochus se trouvent surtout dans les parties chaudes des océans, spécialement les récifs coralliens, mais des espèces ont aussi été décrites de mérous de grande profondeur. Plusieurs espèces de Pseudorhabdosynochus sont pathogènes chez les mérous en aquaculture.

## Morphologie

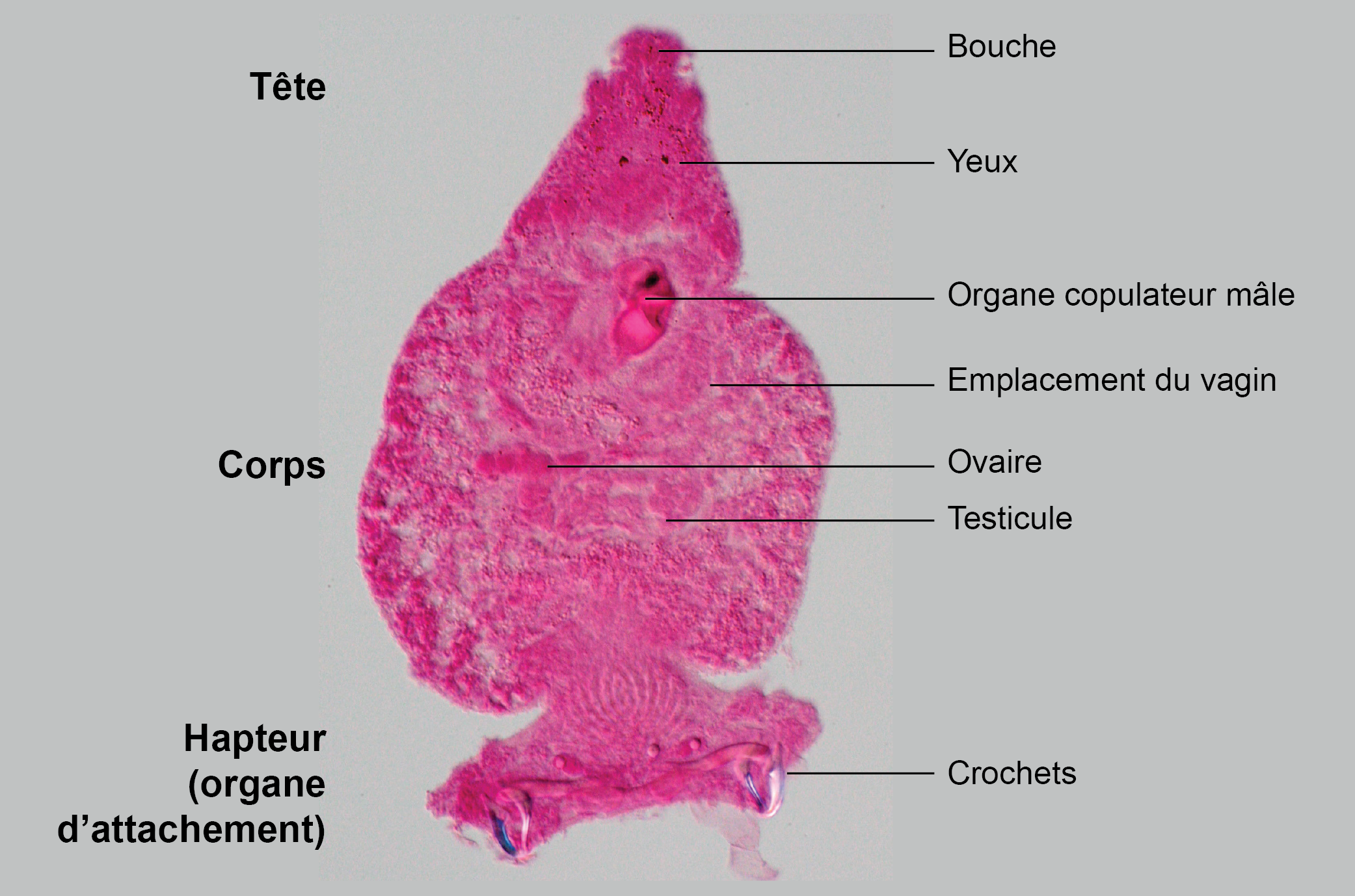
Une espèce de Pseudorhabdosynochus, avec légendes des parties principales et de certains organes

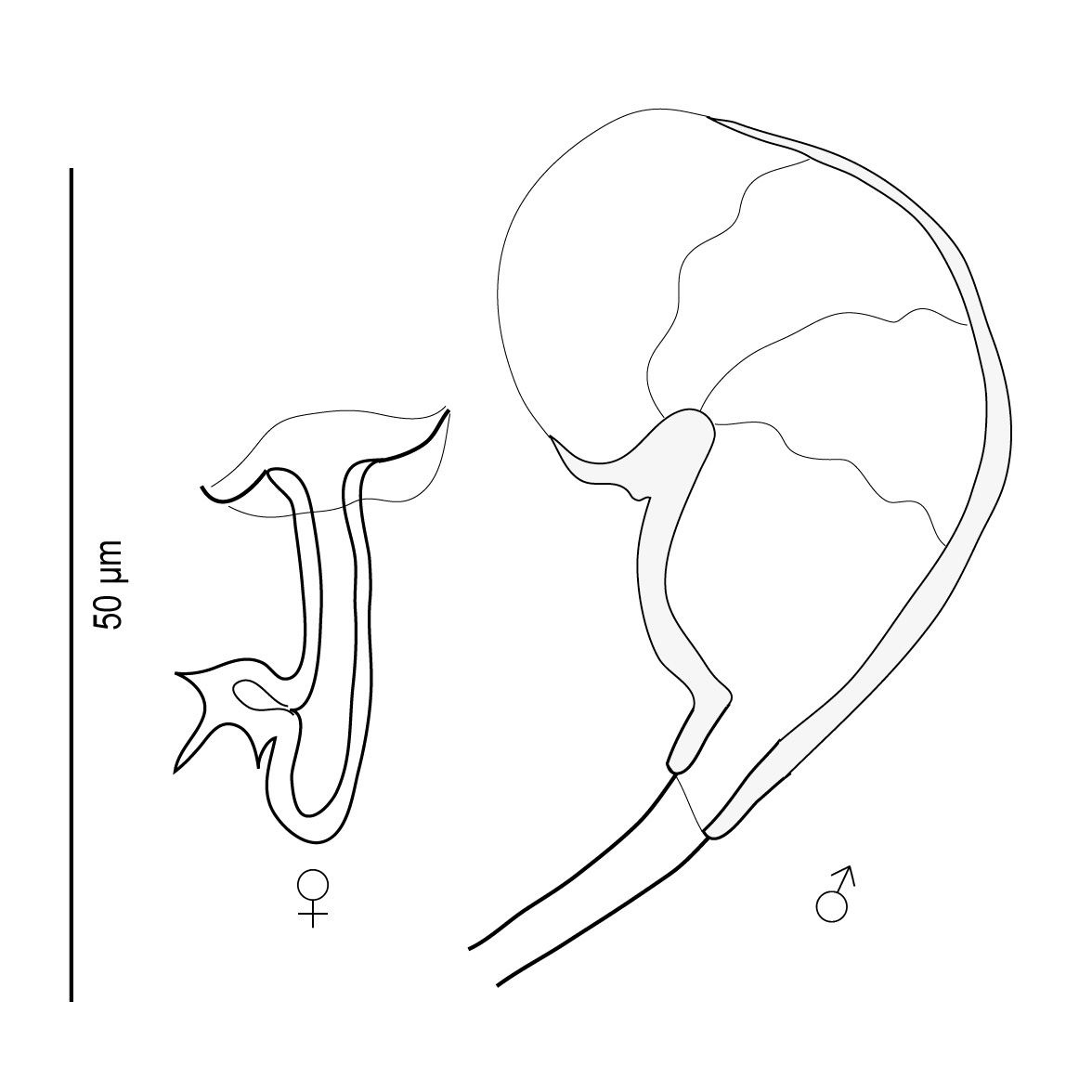
Organes sclérifiés femelles (gauche) et mâles (droite) chez une espèce de Pseudorhabdosynochus

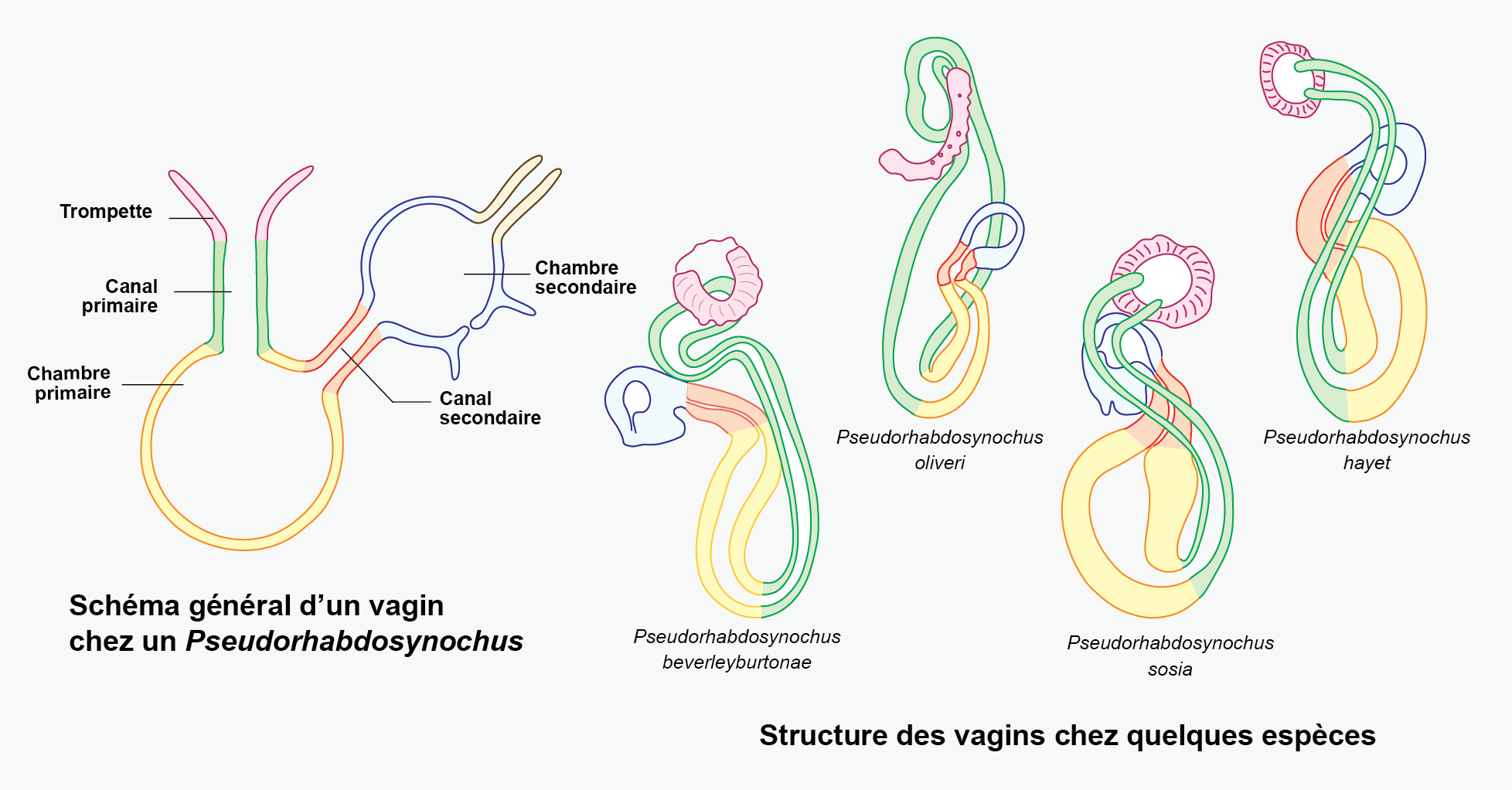
Les vagins sclérifiés de quelques espèces de Pseudorhabdosynochus

Toutes les espèces de Pseudorhabdosynochus sont des petits animaux, de longueur comprise entre 0,3 et 1 mm.
Comme la plupart des monogènes, les Pseudorhabdosynochus sont plats, avec une tête antérieure qui porte quatre yeux et des glandes, un corps allongé et un hapteur à l'arrière. L'appareil digestif comprend un pharynx antérieur musculeux et deux branches intestinales latérales (ou caeca); comme chez tous les Plathelminthes, il n'y a pas d'anus. Le hapteur, à l'arrière du corps, est un organe spécialisé qui sert à l'attachement sur l'hôte. Le hapteur comprend des éléments sclérifiés, y compris une barre ventrale, deux barres latérales (dorsales), deux crochets ventraux, deux crochets dorsaux et quatorze crochetons. Comme chez la plupart des Diplectanidae, le hapteur porte des structures spéciales appelées squamodisques. Les squamodisques (un ventral et un dorsal) des espèces de Pseudorhabdosynochus sont formés de nombreux bâtonnets disposées en rangées concentriques.
Les adultes sont hermaphrodites. L'organe reproducteur comprend un seul ovaire et un seul testicule. Comme chez tous les Diplectanidae, l'ovaire (ou germarium) est antérieur au testicule et forme une boucle autour du cæcum intestinal droit.
Les espèces de Pseudorhabdosynochus sont caractérisés par un organe copulateur mâle sclérifié, ou «organe tétraloculé», qui a la forme d'un haricot avec quatre chambres internes. Le vagin comprend une partie sclérifiée, qui est une structure complexe avec plusieurs chambres et canaux, généralement utilisée pour le diagnostic et la différenciation des espèces.

## Étymologie et particularité nomenclaturale

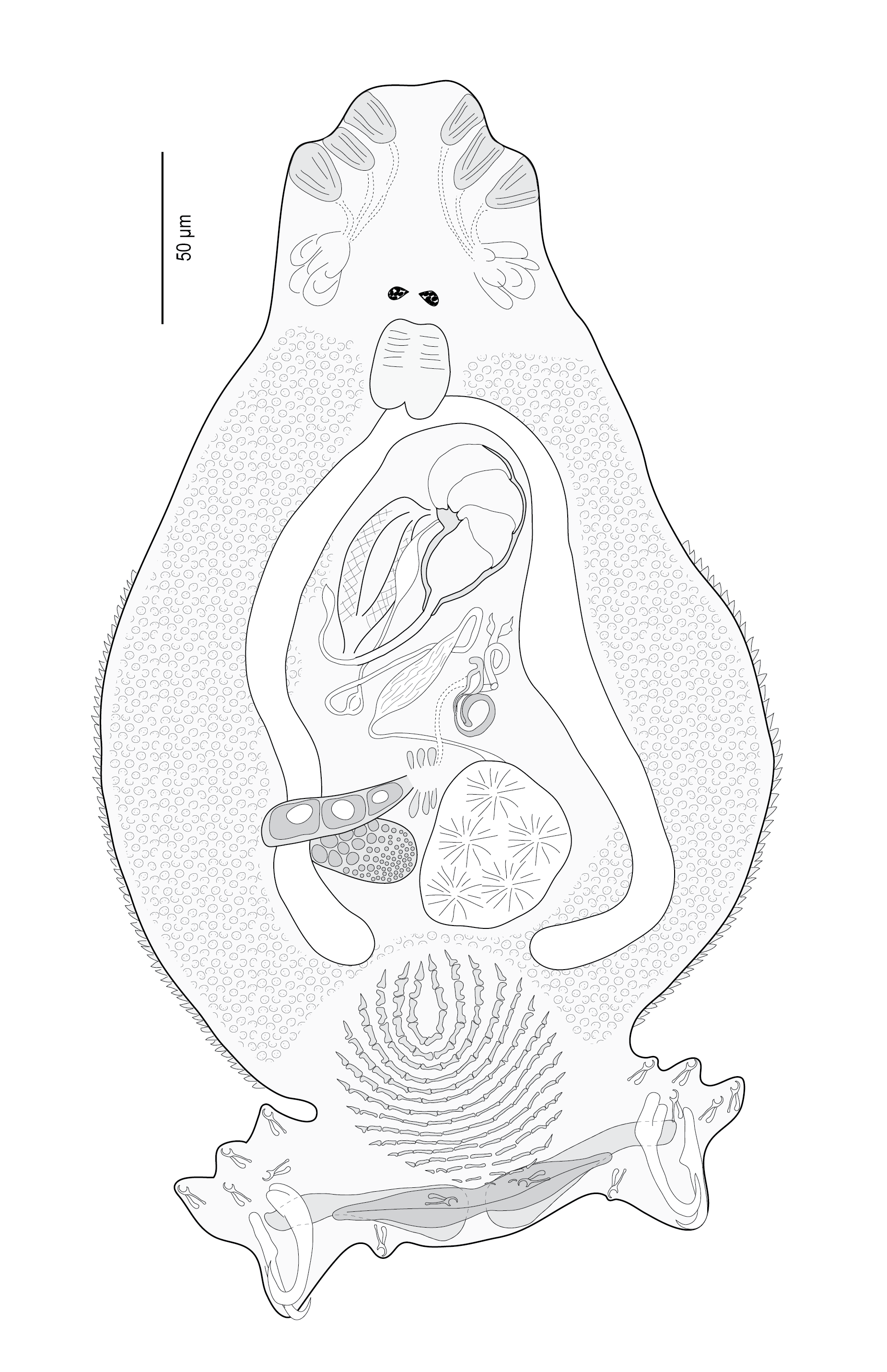
Dessin de l'espèce-type, Pseudorhabdosynochus epinepheli

L'origine du nom Pseudorhabdosynochus mérite une explication. Pseudo (du grec ψευδής, pseudes, "faux") est un préfixe souvent utilisé pour créer un nouveau nom scientifique pour un taxon qui ressemble à un certain taxon, mais est en réalité un autre. Le célèbre parasitologue japonais Satyu Yamaguti a décrit une « plaque membraneuse » sur la région postérieure de Pseudorhabdosynochus epinepheli et créé le nom de genre Pseudorhabdosynochus en référence au genre de Diplectanidae Rhabdosynochus qui, dans son interprétation, avait également des plaques latérales. Il a été démontré plus tard que les «plaques» chez P. epinepheli était une interprétation erronée de spécimens endommagés. En outre, le diagnostic de Rhabdosynochus a ensuite été modifié et il est maintenant admis que espèces de ce genre n'ont pas de plaques . Par conséquent, le nom de genre Pseudorhabdosynochus est le résultat à la fois d'une observation erronée et d'une comparaison erronée par Satyu Yamaguti. Cependant, il est valide selon l'ICZN.
Pseudorhabdosynochus est également un cas intéressant de nomenclature. Yamaguti a décrit la même espèce deux fois, la première fois en 1938 (sous le nom Diplectanum epinepheli Yamaguti, 1938) et la deuxième fois en 1958 (sous le nom Pseudorhabdosynochus epinepheli Yamaguti, 1958). Dans les deux articles, l'espèce a été décrite à partir de parasites recueillis chez la même espèce de poisson, Epinephelus akaara au large du Japon. Kritsky & Beverley-Burton (1986) ont résolu ce cas en appliquant les règles du Code international de nomenclature zoologique. L'espèce-type du genre est le nom Pseudorhabdosynochus epinepheli Yamaguti, 1958. Pseudorhabdosynochus epinepheli Yamaguti, 1958 est un synonyme junior de Pseudorhabdosynochus epinepheli (Yamaguti, 1938) Kritsky & Beverley-Burton, 1986 et Pseudorhabdosynochus epinepheli (Yamaguti, 1938) Kritsky & Beverley-Burton, 1986 est la combinaison valide moderne pour Diplectanum epinepheli Yamaguti, 1938. Cette dernière espèce (un taxon) et l'espèce-type du genre (un nom) sont considérées comme correspondant au même taxon biologique mais ont des noms différents, bien que valides. Un récent réexamen des spécimens-types a confirmé cette interprétation.

## Hôtes

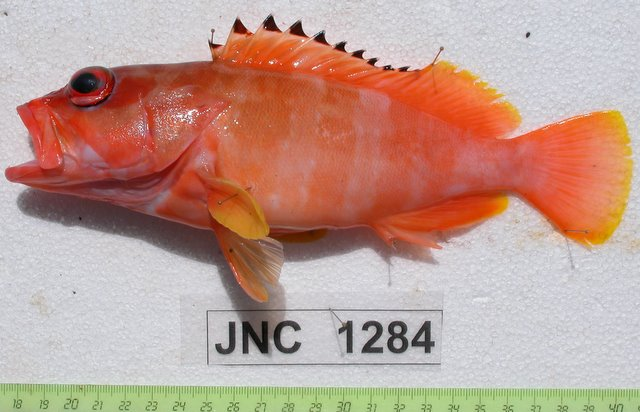
Les mérous, tels que celui-ci (Epinephelus fasciatus) hébergent des espèces de Pseudorhabdosynochus sur leurs branchies

Les espèces de Pseudorhabdosynochus sont parasites exclusivement sur les filaments des branchies des poissons marins. La plupart de ces poissons appartiennent à la famille Serranidae et sont généralement connus sous le nom de mérous, comme de nombreuses espèces du genre Epinephelus, et aussi des espèces de Cephalopholis, Mycteroperca et Variola. Quelques espèces de Pseudorhabdosynochus ont également été décrites de poissons des genres Alphestes, Paranthias et Paralabrax.
Comme la plupart des Diplectanidae, les espèces de Pseudorhabdosynochus sont généralement spécifiques de leurs hôtes, c'est-à-dire qu'une espèce n'est trouvée que sur une espèce d'hôte et pas une autre. Cependant, quelques exceptions ont été rapportées. Plusieurs espèces de mérous hébergent une grande biodiversité d'espèces de Pseudorhabdosynochus (et parfois, de plus, d'autres monogènes). Un bon exemple est Epinephelus maculatus qui héberge huit espèces de Pseudorhabdosynochus , et Epinephelus malabaricus qui en sept ,.

## Cycle de vie

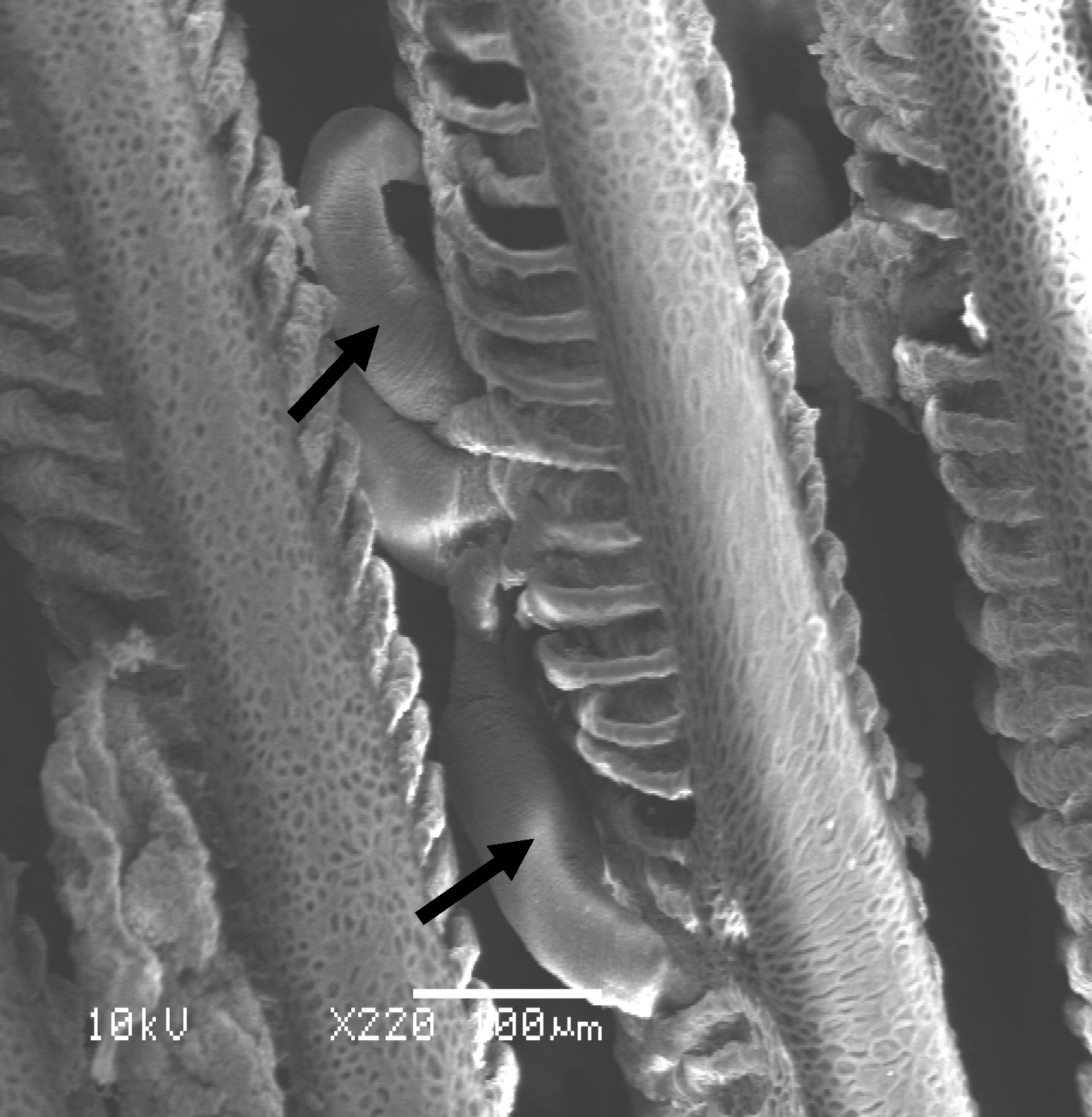
Pseudorhabdosynochus lantauensis adultes (flèches) sur le filament branchial d'un mérou. Microscopie électronique à balayage.

Le cycle de vie des espèces de Pseudorhabdosynochus est similaire à celui des autres monogènes Diplectanidae. Il est monoxène, c'est-à-dire qu'il n'y a qu'un seul hôte, le poisson, au cours du cycle. Le cycle de vie comprend une phase parasite, le ver adulte, et deux phases qui sont libres dans l'environnement, l'œuf et la larve. Le ver adulte, hermaphrodite, qui vit sur les branchies des poissons, pond des œufs dans l'eau. L'œuf a un opercule. Une larve se développe dans l'œuf et éclot à travers l'opercule; la larve est ciliée et appelée oncomiracidium. La larve trouve son hôte en nageant, s'attache d'abord à la peau puis migre vers les branchies, et se transforme finalement en un jeune monogène qui est attaché au filament branchial par son hapteur. Pendant la transformation de la larve à l'adulte, le monogène perd ses cils et produit un nouveau tégument, un phénomène qui est considéré comme une caractéristique générale des Plathelminthes parasites ou Neodermata.
Des informations sont disponibles pour le cycle de vie de Pseudorhabdosynochus lantauensis, un parasite du mérou Epinephelus coioides, à une température de 30 °C. L'adulte pond 10-22 œufs par jour. Les œufs éclosent dans les 2-4 jours. L'oncomiracidium est viable pendant 4 à 8 h et devra donc trouver un hôte dans ce délai. Après la fixation, l'oncomiracidium se transforme en un adulte en 4 à 7 jours. Le parasite produit des œufs après 7 jours. Le cycle de vie est donc achevé en 13 à 20 jours (à 30 °C)
Certaines espèces de mérous parasités par des Pseudorhabdosynochus pratiquent des agrégations de frai, c'est-à-dire que les poissons adultes se réunissent chaque année à un endroit précis pour rencontrer d'autres poissons de leur propre espèce, une seule fois par an. Il a été suggéré que la transmission des espèces de Pseudorhabdosynochus se produit préférentiellement au cours de ces agrégations de frai, depuis les poissons âgés qui sont infectés vers les plus jeunes qui ne sont pas infectés .

## Pathologie et contrôle en aquaculture
Les espèces de Pseudorhabdosynochus sont attachées aux branchies des mérous. Aucune information n'est disponible sur l'effet pathogène de ces parasites chez les mérous sauvages. Comme le cycle de vie est monoxène et peut donc être complété avec un taux élevé de succès en mariculture, des espèces de Pseudorhabdosynochus peuvent proliférer sur les branchies de mérous et devenir dangereuses pour les poissons, induisant une mortalité.
Les infections parasitaires sont souvent mesurées par deux variables, la prévalence (la proportion des hôtes infectés) et l'intensité (le nombre de parasites par hôte). Des prévalences aussi élevées que 100% (c'est-à-dire que tous les poissons sont infestés) ont été rapportées pour Pseudorhabdosynochus sp. chez des Epinephelus malabaricus en cage en Thaïlande, pour Pseudorhabdosynochus sp. sur Epinephelus fuscoguttatus  et Epinephelus coioides  en aquaculture en Indonesie, et pour P. beverleyburtonae chez Epinephelus marginatus, sauvage ou en aquaculture, au Brésil . Les intensités peuvent être aussi élevées que 1006 Pseudorhabdosynochus sp. par poisson (Epinephelus fuscoguttatus) en Indonésie, jusqu'à 294 P. coioidesis par poisson (Epinephelus coioides) en Chine du Sud, 327 P. yucatanensis par poisson chez Epinephelus morio au Mexique , et 500 P. epinepheli pour 10 grammes de filaments branchiaux d'Epinephelus akaara au Japon .
L'élimination des monogènes parasites des branchies est un problème parce que divers traitements chimiques peuvent être nocifs pour les poissons. Les traitements utilisés contre les espèces de Pseudorhabdosynochus comprennent l'eau douce, le formol dilué, et le peroxyde d'hydrogène dilué (H2O2),. Le peroxyde d'hydrogène dilué (H2O2) semble le traitement préféré contre P. epinepheli chez Epinephelus akaara  et contre P. lantauensis chez Epinephelus coioides.

## Liste des espèces
Des listes d'espèces ont été compilées par Kritsky & Beverley-Burton (1986) et Justine (2007).
Cette liste (environ 80 espèces) est basée sur WorMs avec des modifications mineures.
| - P. americanus (Price, 1937) Kritsky & Beverley-Burton, 1986, - P. amplidiscatus (Bravo-Hollis, 1954) Kritsky & Beverley-Burton, 1986, - P. anulus Mendoza-Franco, Violante-Gonzalez & Herrera, 2011 - P. argus Justine, 2007 - P. auitoe Justine, 2007 - P. bacchus Sigura, Chauvet & Justine, 2007 - P. beverleyburtonae (Oliver, 1984) Kritsky & Beverley-Burton, 1986 , - P. bocquetae (Oliver & Paperna, 1984) Kritsky & Beverley-Burton, 1986, - P. bouaini Neifar & Euzet, 2007 - P. buitoe Justine, 2007 - P. bunkleywilliamsae Kritsky, Bakenhaster & Adams, 2015 - P. caballeroi (Oliver, 1984) Kritsky & Beverley-Burton, 1986, - P. calathus Hinsinger & Justine, 2006 - P. caledonicus Justine, 2005 - P. capurroi Vidal-Martinez & Mendoza-Franco, 1998 - P. cephalopholi Saengpheng & Purivirojkul, 2022 - P. chauveti Sigura & Justine, 2008 - P. chinensis Zhang & Liu, 2001 - P. coioidesis Bu, Leong, Wong, Woo & Foo, 1999 - P. contubernalis Kritsky, Bakenhaster & Adams, 2015 - P. crassus Schoelinck & Justine, 2011 - P. cuitoe Justine, 2007 | - P. cupatus (Young, 1969) Kritsky & Beverley-Burton, 1986, - P. cyanopodus Sigura & Justine, 2008 - P. cyathus Hinsinger & Justine, 2006 - P. dionysos Schoelinck & Justine, 2011 - P. dolicocolpos Neifar & Euzet, 2007 - P. duitoe Justine, 2007 - P. enitsuji Neifar & Euzet, 2007 - P. epinepheli (Yamaguti, 1938) Kritsky & Beverley-Burton, 1986 , - P. euitoe Justine, 2007 - P. exoticoides Justine & Henry, 2010 - P. exoticus Sigura & Justine, 2008 - P. firmicoleatus Kritsky, Bakenhaster & Adams, 2015 - P. fuitoe Justine, 2007 - P. fulgidus Mendoza-Franco, Violante-Gonzalez & Herrera, 2011 - P. guerreroensis Mendoza-Franco, Violante-Gonzalez & Herrera, 2011 - P. guitoe Justine, 2007 - P. hargisi (Oliver & Paperna, 1984) Santos, Buchmann & Gibson, 2000, - P. hirundineus Justine, 2005 - P. huitoe Justine, 2007 - P. hyphessometochus Kritsky, Bakenhaster & Adams, 2015 - P. inversus Justine, 2008 - P. jeanloui Knoff, Cohen, Cárdenas, Cárdenas-Callirgos & Gomes, 2015 - P. justinei Zeng & Yang, 2007 | - P. justinella Kritsky, Bakenhaster & Adams, 2015 - P. kasetsartensis Saengpheng & Purivirojkul, 2020 - P. kritskyi Dyer, Williams & Bunkley-Williams, 1995 - P. lantauensis (Beverley-Burton & Suriano, 1981) Kritsky & Beverley-Burton, 1986, - P. maaensis Justine & Sigura, 2007 - P. magnisquamodiscum (Aljoshkina, 1984) Santos, Buchmann & Gibson, 2000, - P. malabaricus Justine & Sigura, 2007 - P. manifestus Justine & Sigura, 2007 - P. manipulus Justine & Sigura, 2007 - P. marcellus Justine & Sigura, 2007 - P. maternus Justine & Sigura, 2007 - P. mcmichaeli Kritsky, Bakenhaster & Adams, 2015 - P. meganmarieae Kritsky, Bakenhaster & Adams, 2015 - P. melanesiensis (Laird, 1958) Kritsky & Beverley-Burton, 1986, - P. minutus Justine, 2007 - P. mizellei Kritsky, Bakenhaster & Adams, 2015 - P. monaensis Dyer, Williams & Bunkley-Williams, 1994 - P. morrhua Justine, 2008 - P. mycteropercae Kritsky, Bakenhaster & Adams, 2015 - P. pai Justine & Vignon, 2009 - P. podocyanus Sigura & Justine, 2008 - P. quadratus Schoelinck & Justine, 2011 - P. querni (Yamaguti, 1968) Kritsky & Beverley-Burton, 1986, - P. regius Chaabane, Neifar & Justine, 2015 - P. riouxi (Oliver, 1986) Santos, Buchmann & Gibson, 2000 , - P. samaesarnensis Saengpheng & Purivirojkul, 2022 - P. satyui Justine, 2009 | - P. serrani (Yamaguti, 1953) Kritsky & Beverley-Burton, 1986, - P. shenzhenensis Yang, Zeng & Gibson, 2005 - P. sinediscus Neifar & Euzet, 2007 - P. sosia Neifar & Euzet, 2007 - P. spirani Mendoza-Franco, Violante-Gonzalez & Herrera, 2011 - P. stigmosus Justine & Henry, 2010 - P. sulamericanus Santos, Buchmann & Gibson, 2004, - P. summanae (Young, 1969) Kritsky & Beverley-Burton, 1986, - P. summanoides Yang, Gibson & Zeng, 2005 - P. suratthaniensis Saengpheng & Purivirojkul, 2022 - P. tabogaensis Mendoza-Franco, Violante-Gonzalez & Herrera, 2011 - P. tumeovagina Kritsky, Bakenhaster & Adams, 2015 - P. urceolus Mendoza-Franco, Violante-Gonzalez & Herrera, 2011 - P. vagampullum (Young, 1969) Kritsky & Beverley-Burton, 1986, - P. variabilis Justine, 2008 - P. vascellum Kritsky, Bakenhaster & Adams, 2015 - P. venus Hinsinger & Justine, 2006 - P. viscosus Schoelinck & Justine, 2011 - P. williamsi Kritsky, Bakenhaster & Adams, 2015 - P. woodi Kritsky, Bakenhaster & Adams, 2015 - P. yucatanensis Vidal-Martinez, Aguirre-Macedo & Mendoza-Franco, 1997 |

## Lire aussi
- Amira Chaabane et Jean-Lou Justine, « À la découverte des parasites des mérous », The Conversation,‎ 16 juin 2020 (DOI 10.6084/m9.figshare.12504653.v1, lire en ligne , consulté le 23 juin 2020).